# Kérek
A kérek (ógörög Κῆρες, kéresz, egyes számban: Κῆρ Kér) a görög mitológia halálistennői. Nüx istennő apa nélkül, önmagától született lányai; az élet és a halál titkait megszemélyesítő sötét erők isteneinek testvérei. Bátyjuk Thanatosz, a békés elmúlás, a természetes halál istene, a Kérek az erőszakos, hirtelen végzet és a betegségből eredő fájdalmas halál megtestesítői.
Hyginus Perface és Cicero De Natura Deorum című műveiben Erebosz és Nüx gyermekeiként említik őket. E latin értelmezés nyomán a kérek elnevezése az alvilági démon-őr Kerberosz nevére asszociál: Ereboszi Kér.

## Ábrázolásuk
Alakjukat véres ruhába öltözött, rémítő, szárnyas halálangyalokként, hegyes fogú démonként ábrázolták; akik örökké szomjazzák az emberi vért. Kedvenc helyük a csatamező, ahol a hullák és a sebesültek testét szétmarcangolják, vérüket kiszívják, majd amikor szívük eltelt és testük is kielégült a fekete vértől, a holt lelkeket Hadészba vagy a fagyos Tartaroszba hajítják.
Az ókor irodalmi alkotásaiban Homérosznál és Hésziodosz Theogóniájában jelennek meg. Az Iliaszban, az Akhilleusz pajzsa fejezetben találunk említést, valamint a 22. fejezetben utalást a Kérekre.

## Kerostasia – psykhostasia
Az Iliasz „Hektór halála” című 22. fejezetében, Akhilleusz és Hektór küzdelme során Zeusz mérlegre helyezi a két hős sorsát, mint két pusztító erejű, halált hozó erőt. Ekkor az eredeti szövegben a „dyo kére”, a fordítás szerint a „két sors”, vagy helyesebben a „két kér” kerül a főisten mérlegére. Ez az isteni „beavatkozás”, „mérlegelés” az ún. kerostasia. ”A Homérosnál olvasott kerostasia – végső soron kérré vált lelkek mérése – alapját egy jóval korábbi, lélekmérésről szóló elképzelés jelentette… Tudunk Aiskhylosnak egy Psykhostasia című tragédiájáról, és rendelkezésünkre áll számos vázaábrázolás, amelyeken Zeust, illetve Hermést látjuk lelkeket mérlegre helyezni. … A psykhostasiának az Iliasban kerostasiává történt átalakulása csupán a mérés aspektusváltását tükrözi. Míg a psykhostasia során a több menosszal bíró, tehát erősebb, életképesebb lélek serpenyője süllyed le, és a vesztes, gyengébb fél serpenyője emelkedik fel, addig a kerostasiában ez fordítva történik, hiszen azon lélek rendelkezik kevesebb menosszal, amit már jobban áthatott a pusztító kér; éppen az életerő hiánya jelzi a pusztulást hozó erő (avagy a pszichológia nyelvére áttéve: az életösztönön ily módon felülkerekedő halálösztön) nagyságát és hatalmát.”

## Kérek és Valkűrök
Mind etimológiailag, mind mitikus feladatkörüket tekintve szoros kapcsolat feltételezhető, a Kérek és a Skandináv mondavilágban szereplő végzet-istennők, a Valkűrök között. A görög keres (választás) és az óészaki és kyrja (választani) – valkyrja (többes számban valkyrur) pontos jelentése: az elesettek kiválasztói – azonos szótőből ered. Mindkét csoport tagjai az erőszakos halálhoz, a csatában életét vesztő harcosok történeteihez kötődő szárnyas nőalakok. Ám míg a Valkűrök nagylelkű istennők, akik a legbátrabb harcosok lelkét a Valhallába gyűjtik, Odin seregének támaszául, addig a Kérek vad, szinte esztelen haláldémonok. Az eltérés magyarázatát feltehetően a két kultúra népeinek halálhoz való viszonyában találjuk.

## Idézett művek
1. ↑  vö. Thanatosz a pszichológiában
2. ↑  Nótári Tamás: Megjegyzések a mérleg jelképiségéhez az Iliasban

## Külső hivatkozások
- (angolul) Theoi – Keres
- (magyarul) A Pallas nagy lexikona – Kérek
- (magyarul) Változó Világ: Görög Istenek – Kérek